# Welschbach
Welschbach ist ein Ortsteil der Gemeinde Illingen im Landkreis Neunkirchen (Saarland). Bis 1973 war Welschbach eine eigenständige Gemeinde.

## Geographie
Das Gemeindegebiet umfasst eine Fläche von 448,68 Hektar. 2020 lebten in Welschbach 1100 Einwohner.

## Geschichte
Der Welschbacher Bann weist zahlreiche Spuren keltischer und römischer Besiedlungen auf. Der Name Welschbach, der in der Türkenschatzung von 1542 als „Walsbach“ auftauchte, lässt darauf schließen, dass der Ort nach dem Untergang der Römerherrschaft als fränkische Niederlassung bestand. Der Ort Welschbach war ursprünglich ein Bauern- und Bergmannsdorf.
Die bis 1973 selbständige Gemeinde Welschbach gehörte zum Amt Schiffweiler. Seit dem 1. Januar 1974 gehört Welschbach zur Gemeinde Illingen. Im Projekt Illingen 2030 wurde das Leitthema der Entwicklung „Rosendorf“ erarbeitet.

## Politik

### Ortsrat
Das politische Gremium im Ort ist der Ortsrat. Er besteht aus neun Mitgliedern. Seit der Kommunalwahl am 9. Juni 2024 gehören vier Mitglieder der SPD, drei die Wählergruppe Unsere Gemeinde kann mehr (UGKM) und zwei der CDU an.

### Ortsvorsteher
Ortsvorsteher seit der Gebiets- und Verwaltungsreform im Saarland 1974:
- 1974–1989: Rudolf Beyer (CDU)
- 1989–1994: Alfred Diehl (bis 1991 SPD, danach parteilos)
- 1994–1997: Elmar Woll (CDU)
- 1997–1999: Alfred Diehl (parteilos)
- 1999–2024: Christian Petry (SPD)[3]
- seit 29. Juli 2024: Reiner Müller (UGKM)[4]

### Kinderparlament
Weiter gibt es ein Kinderparlament (gemeinsam mit Hirzweiler), das aus acht Mitgliedern besteht. Dieses Beratungsgremium ist mit Schülern der Klassen eins bis vier aus Hirzweiler und Welschbach besetzt.

### Partnerschaften
Welschbach hat seit 1990 eine Partnerschaft mit dem heutigen Erfurter Stadtteil und der früheren selbstständigen Gemeinde Schwerborn. Die Freiwillige Feuerwehr Welschbach unterhält eine Partnerschaft mit der fränkischen Gemeinde Wattenbach.

### Ehemaliges Gemeindewappen
Das Welschbacher Wappen wurde im Jahre 1962 erstellt. Der Ortsrat beschloss für das Wappen: „Schildhaupt drei goldene Schindeln in blau, Schild ungeteilt. In der Mitte blaue Ähren in Gold pfahlweise angeordnet, überdeckt mit zwei schwarzen, gekreuzten Bergmannspickeln.“ Die Schindeln deuten auf die ehemalige Zugehörigkeit der Gemeinde Welschbach zur Grafschaft Nassau-Saarbrücken hin. Ähre und Pickel stellen die damaligen Haupterwerbsquellen der Gemeinde, nämlich Landwirtschaft und Bergbau dar.

## Infrastruktur
Es gibt an öffentlichen Einrichtungen die Welschbachhalle und die zwischenzeitlich geschlossene Grundschule. In diesem Bereich sind DRK und Freiwillige Feuerwehr angesiedelt. Der Schulhof dient als Festplatz.
Ortsausgang Richtung Stennweiler befindet sich der Sportplatz und das Gewerbegebiet Rechwies.
Der Rosengarten liegt erhöht mit Blick ins Illtal neben dem Naherholungsgebiet „Im Roth“ mit Schutzhütte und Hundedressurplatz.
An die Bergbaugeschichte von Welschbach erinnert seit 2017 der Erlebnisweg „Nach der Schicht“, der auf einer gut 8 km langen Strecke durch und um Welschbach den Alltag der fiktiven Bergmannsfamilie Penth veranschaulicht.
Zwei Spielplätze, das Schützenhaus sowie eine von der Naturlandstiftung getragene Ziegenzucht auf dem Gelände der ehemaligen Kiesgrube auf dem Hexenberg komplettieren das Freizeitangebot.